# Grube James
Die Grube James war eine Steinkohlengrube des so genannten „Münsterkohlbergs“ im Inderevier des Aachener Reviers. Sie wurde nach James Cockerill benannt und lag südlich der Inde und westlich des Vichtbachs in Münsterbusch und Mühle. Zur Zeit ihrer Entstehung lag sie auf der Grenze der Bürgermeistereien Stolberg und Büsbach. Wie die Gruben „Atsch“, „Propstei“ und „Birkengang“ bei Eschweiler baute sie geologisch die Oberen Stolberger Schichten ab.
Ihre maximale Förderrate betrug jährlich 50.000 bis 60.000 Tonnen Mitte des 19. Jahrhunderts. Zu ihr gehörten die Schächte „Glück-auf“, „James“, „Amalia“, „Carl“, „Caroline“ und „Heinrich“, wobei die vier letztgenannten Mitte des 19. Jahrhunderts mit Dampfmaschinen ausgerüstet wurden.
Die bereits um 1825 erschlossene Grube wurde von James Cockerill und den Unternehmerbrüdern Siegwarth 1830 übernommen, in den folgenden Jahren auf ihre maximale Teufe von rund 150 m gebracht, was einen großtechnischen Abbau ermöglichte, und dann ab 1834 von Cockerill allein geleitet. Von 1840 bis zu ihrer Aufgabe am 10. Juli 1891 als letzte Steinkohlengrube im heutigen Stolberger Stadtgebiet war die Grube im Besitz der „Metallurgische Gesellschaft zu Stolberg“ (später „Stolberger Gesellschaft“). 1877 wurde am Schacht „Heinrich“ ein Fördergerüst mit Personenseilfahrt errichtet. Ihre Förderung diente zur Deckung des Energiebedarfs der nahegelegenen Blei- und Silberhütte sowie der St. Heinrichs-Hütte in Münsterbusch, mit denen sie eine der ersten Industrielandschaften in Deutschland bildete.